# Sweeter Than Fiction

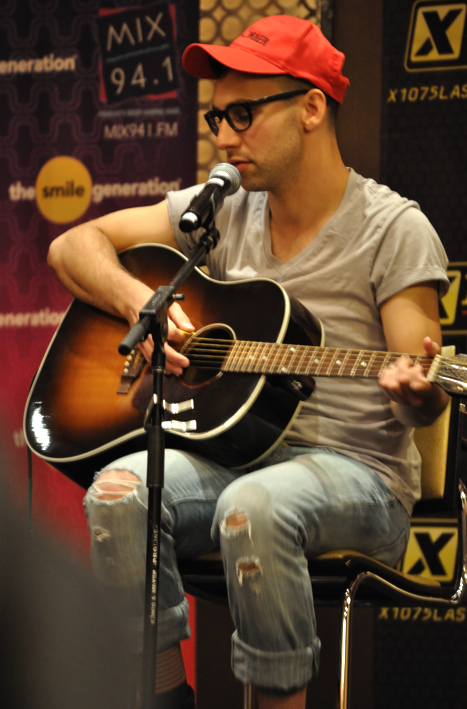
Соавтор и сопродюсер песни Джек Антонофф выступает на радио 107.5 Las Vegas.

«Sweeter Than Fiction» (Лучше вымысла) — песня американской кантри и поп-певицы и автора песен Тейлор Свифт, вышедшая 21 октября 2013 года с саундтрека к фильму «Мечты сбываются!» (One Chance) (2013). Песня была написана самой певицей и Джеком Антоноффом, они же стали сопродюсерами.
Песня получила номинацию на премию Золотой глобус в категории Лучшая оригинальная песня на церемонии 2014 года.

## История
Песня вышла 21 октября 2013 на цифровых носителях как лид-сингл с саундтрека с саундтрека к фильму «One Chance» (Мечты сбываются! 2013)..
«Sweeter Than Fiction» сочетает элементы разных стилей, здесь и рок, и баблгам-поп, и синти-поп с новой волной (Rolling Stone). Критики отметили реминисценции поп-музыки 80-х годов (Entertainment Weekly, Idolator).
Песня стала второй в карьере певицы номинированной на престижную премию Золотой глобус в категории Лучшая оригинальная песня на церемонии 2014 года. За год до этого была номинирована «Safe & Sound».
«Sweeter Than Fiction» дебютировала на № 34 в американском хит-параде Billboard Hot 100, став 34-м в карьере певицы хитом попавшим в top-40, деля тем самым второе место с Aretha Franklin по этому рекордному показателю среди всех женщин в истории музыки. Песня также стала 5-й в карьере Свифт песней попавшей в лучшую сороковку хитов в США, вслед за «Crazier» с фильма Hannah Montana: The Movie (песня достигла № 17 в 2009 году), «Today Was a Fairytale» с фильма День Святого Валентина (№ 2 в 2010 году) и две песни с фильма Голодные игры: «Safe & Sound» вместе с The Civil Wars (№ 30 в 2012 году) и «Eyes Open» (№ 19 в 2012). В цифровом чарте Hot Digital Songs песня «Sweeter Than Fiction» дебютировала на № 6 с тиражом в 114,000 загрузок. Это 28-я песня Тейлор в top-10 в этом цифровом чарте, и первое место по этому показателю (столько же имеет и Рианна) для всех исполнителей в истории.
...Ты стоишь здесь, рядом со мной,

И в один миг всё прочее стало историей.

Твои глаза широко распахнуты.

Эта жизнь лучше вымысла... Тейлор Свифт

## Чарты
| Чарт (2013)                                         | Высшая позиция |
| --------------------------------------------------- | -------------- |
| Австралия (ARIA)                                    | 44             |
| Канада (Billboard Canadian Hot 100)                 | 17             |
| Ирландия (IRMA)                                     | 38             |
| Италия (FIMI)                                       | 83             |
| Новая Зеландия (Recorded Music NZ)                  | 26             |
| Шотландия (OCC Scotland)                            | 39             |
| South Korea International Songs (GAON)              | 3              |
| Великобритания UK Singles (Official Charts Company) | 45             |
| США (Billboard Hot 100)                             | 34             |